# Pocket
Pocket, conocido anteriormente como Read It Later, es una aplicación informática y un servicio web que permite al usuario administrar listas de lectura obtenidas desde Internet. La versión de escritorio fue lanzada en 2007, y en la actualidad está disponible para macOS, Windows, iOS, Android, Windows Phone, BlackBerry y navegadores web. En 2017, Pocket fue adquirido por la Corporación Mozilla, desarrolladores del navegador Firefox.

## Funciones
Pocket permite al usuario guardar el contenido de una página web a la nube para ser leído posteriormente. El artículo guardado es enviado luego a una lista del usuario (la cual se sincroniza en todos los dispositivos) para leerla sin necesidad de internet (offline). Pocket remueve los caracteres innecesarios de los artículos a guardar para permitir al usuario leer de manera más sencilla y que así se ajuste al tipo de pantalla que se esté usando. 
- Portada
  - "Mi Lista": Todas los elementos guardados por orden de la fecha en que fueron añadidos.
  - "Favoritos": Elementos marcados con una estrella.
  - "Archivar"
  - "Tags": Etiquetas personalizadas para los ítems guardados en Pocket.

- Recomendaciones: Un listado de artículos recomendados por la aplicación.

Además, esta aplicación categoriza a los elementos en "Artículos", "Videos", e "Imágenes" para encontrar con mayor facilidad estos tres tipos de contenidos distintos en un área especializada del menú lateral izquierdo.

## Fin de servicio
Mozilla, la fundación detrás del mantenimiento y desarrollo de Pocket, decidió poner fin al servicio de Pocket a partir del 8 de julio de 2025, argumentando cambios en las tendencias de uso del ecosistema web. 